# Белый Аул
Белый Аул (каз. Ақауыл) — упразднённый аул в Житикаринском районе Костанайской области Казахстана. Входил в состав Милютинского сельского округа. Ликвидирован в 2000-е годы.

## Население
В 1999 году население аула составляло 49 человек (27 мужчин и 22 женщины).